# Hall of Fame des US-Biathlon
In die Hall of Fame des US-Biathlon werden herausragende und verdiente Persönlichkeiten aufgenommen, die sich um den Biathlonsport in den USA verdient gemacht haben. 
Die Hall of Fame ist in der Zentrale des US-Biathlonverbandes angesiedelt, die ausgezeichneten Personen bekommen ein persönliches Zertifikat über die Aufnahme. Zudem werden Repliken davon in den regionalen Biathlon-Zentren präsentiert. Der Vorsitzende des Biathlon-Verbandes setzt zur Bestimmung neuer Personen der Hall of Fame ein maximal fünf Personen umfassendes Hall of Fame Committee ein, das ihre Vorschläge dem Board of Directors unterbreitet. Von Amts wegen soll der Executive Director of US Biathlon zu den Juroren gehören. Den Ort und den Zeitpunkt der Aufnahmezeremonie neuer Mitglieder legt das Hall of Fame Committee fest. Nominierungen sollen jedes Jahr schriftlich bis zum 30. April beim Executive Director eingereicht werden. Nominiert werden können Personen, die als Athleten, Trainer, Offizielle, Unterstützer und Mitarbeiter des Verbandes Verdienste in den folgenden Kategorien vorweisen können:
- Vertretung der USA bei internationalen Großveranstaltungen
- Verdienste um den Biathlon und seine Entwicklung in den USA
- Besondere Verdienste um den Biathlonsport der USA, die nicht direkt aus dem Biathlon der USA kamen.

Die Hall of Fame umfasst drei Kategorien:
- Athleten
- Unterstützer/Organisatoren/Trainer
- Mitarbeiter.

Bei schwerwiegenden Verstößen können Personen auch wieder aus der Hall of Fame ausgeschlossen werden.

## Hall of Fame
In Reihenfolge der Aufnahme, wenn bekannt wird das Jahr angegeben
Athleten
- Josh Thompson
- Lyle Nelson
- Anna Sonnerup
- Pam Nordheim
- Ntala Skinner
- Bill Spencer
- Judy Spencer
- 2008: John Morton
- 2009: Art Stegen
- 2010: 
  - Charlie Kellogg
  - Pete Karns
- 2015:
  - Holly Beattie
  - Julie Newnam
  - Kari Swenson
  - Patrice Jankowski
  - Richard „Dick“ Mize

Unterstützer/Organisatoren/Trainer
- Walter Williams
- Ken Alligood
- Reginald Cram
- Howard Buxton
- 2010: Charlie Kellogg